# MIL-PRF-38534
MIL-PRF-38534标准规定了混合集成电路、多芯片模块和类似器件的一般性能要求，以及确保这些器件满足适用性能的验证和确认要求。驗證通过兩個品質程序之一來完成。 規範的主體描述了性能要求以及獲得合格製造商名錄（Qualified Manufacturers List，QML）清單的要求。 規範的附錄旨在為製造商開發驗證程序提供指導。 應在適用的設備採購規範中指定對特定預期用途敏感的詳細要求、具體特徵和其他規定。
規範的目的是讓設備製造商能夠靈活地最大程度地實施最佳商業實踐，同時仍提供滿足軍事性能需求的產品。 符合本規範的設備是指那些能夠滿足本文概述的驗證要求的設備；並建立在由製造商的品質管理計劃控制的生產線上，並已根據本文的要求進行認證和合格。 概述的認證和資格要求是列入QML的製造商必須滿足的要求。 製造商可以修改、取代或刪除本文中定義的測試和檢查。 這是透過建立測試和檢查流程的基線來實現的，以確保設備能夠滿足本規範中提供的通用驗證。 這並不一定意味著合規設備已經接受了本規範中提供的通用性能驗證，只是合規設備能夠滿足這些要求。 製造商有責任確保其設備能夠滿足適用於每個指定產品保證等級的通用性能驗證。